# Foula Airport
Foula Airport är en flygplats i Storbritannien.   Den ligger i kommunen Shetlandsöarna och riksdelen Skottland, i den norra delen av landet, 1 000 km norr om huvudstaden London. Foula Airport ligger 14 meter över havet. Den ligger på ön Foula.
Terrängen runt Foula Airport är huvudsakligen kuperad, men norrut är den platt.